# Burg Wildenstein (Horgen)
Die Burg Wildenstein ist die Ruine einer Spornburg auf 625 m ü. NN über dem Eschachtal bei dem Ortsteil Horgen der Gemeinde Zimmern ob Rottweil im Landkreis Rottweil in Baden-Württemberg.

## Geschichte
Die Burg diente zusammen mit der gegenüberliegenden Burg Rotenstein zur Überwachung eines Straßenabschnittes zwischen Rottweil nach Villingen an einem Übergang über die Eschach.
Im Jahr 1315 wurde mit Aigelwart von Falkenstein erstmals ein Angehöriger der auf der Burg sitzenden Familie erwähnt. 1399 war die Burg im Lehensbesitz des Balthasar von Kirneck. Die Anlage war wohl eine Dienstmannenburg der Herren von Lupfen, denn 1466 wurde die damals zerstörte und daraufhin als Burgstall bezeichnete Burg Wildenstein samt Hof von Graf Heinrich von Lupfen an das Kloster St. Georgen verlehnt.
Im 16. Jahrhundert war die Burg weiterhin ruinös, auf der Rottweiler Pürschgerichtskarte von 1564 wurde sie als Ruine verzeichnet, obwohl die auf dem gegenüberliegenden Eschachufer liegende Burg Oberrotenstein bzw. Burg Rotenstein noch intakt gewesen ist.

## Beschreibung
Die Burg stand auf einem Felssporn auf einem lang gestreckten, von drei Seiten von der Eschach umflossenen und steil abfallenden Umlaufberg, und war so nur von der Westseite zugänglich. Der Burgplatz wird durch vier den gesamten Bergsporn überquerende Gräben in drei Bereiche geteilt, an der Westseite, zur anschließenden Hochfläche hin befand sich die Kernburg, dieser folgten in Richtung Spornspitze zwei Vorburgen.
Im Bereich der Kernburg sind noch die Mauerreste eines quadratischen Turmes sichtbar, der sich unmittelbar über dem tiefen Graben erhob. Seine Ausmaße betragen 11,5 mal 11,5 Meter bei einer Mauerstärke von 3,7 Metern. Bei diesem Turm handelte es sich wohl um einen Wohnturm, denn seine benutzbare Innenfläche beträgt etwa sieben mal sieben Meter. An diesen im Nordwesteck der Kernburg stehenden Turm schloss sich östlich ein weiteres Gebäude an, vermutlich der einstige Palas der Burg. Die gesamte Südseite der Kernburg bildete früher den von einer Ringmauer begrenzten Burghof, in ihm befand sich auch eine Zisterne. Die Ostseite diente wohl als eigens ummauerter Zwinger, hier lag auch der Zugang durch ein Torhaus.
Auf dem mittleren Burgbereich befand sich wohl ein Wirtschaftsgebäude, es war mittels Palisaden geschützt. Der östlichste Bereich trug möglicherweise einen Wachturm mit Hilfe dessen man die Talauen überblicken konnte.